# Francesco Cerlone
Francesco Cerlone (Nàpols, 25 de març de 1722 – Nàpols, 1812) fou un llibretista i dramaturg italià.

## Biografia
De jove treballava com ricamatore en un tintoria napoletana. Va començar l'activitat librettistica en el 1750 a Roma, on riadattò el repertorio per algunes representacions de tintori napoletani.
A Nàpols, poeta del Teatre San Carlino i del Nou, va escriure sobre 70 obres entre comèdies, tratte pel més de novel·les d'èxit, innovati mitjançant la inserció de mascarots (Pulcinella) i menes còmiques (Fastidio de Fastidiis) de la tradició napoletana, tragicommedie i libretti, musicati de Giovanni Paisiello (entre qui El osteria de Marechiaro, 1768), Niccolò Piccinni, Domenico Cimarosa, Giuseppe Gazzaniga (El baró de Trocchia 1869).
Va obtenir els primers riconoscimenti solament a partir del 1760 al voltant.

## Libretti
- La fedeltà en amor (musicato de Giacomo Tritto, 1764)
- El baró de Trocchia (musicato de Giuseppe Gazzaniga, 1768; musicato de Luigi Caruso, 1773)
- El osteria de Marechiaro (musicato de Giacomo Insanguine, 1768; musicato de Giovanni Paisiello, 1769)
- La pintora (musicato de Carlo Francs, 1768)
- Els napoletani en Amèrica (musicato de Niccolò Piccinni, 1768)
- La Zelmira (musicato de Giovanni Paisiello, 1770)
- La Mergellina (musicato de Francesco Corbisieri, 1771)
- La fingida parigina (musicato de Domenico Cimarosa, 1773)
- L'astúcia amorosa (musicato de Michele Mortellari, 1775)
- La osteria de Pausilippo (musicato de Francesco Corbisieri, 1775)
- El príncep reconegut (musicato de Giacomo Tritto, 1780)
- La marinella (musicato de Giacomo Tritto, 1780)
- La Bellinda o La ortolana fidel (musicato de Giacomo Tritto, 1781)
- La creguda infidel (musicato de Giuseppe Gazzaniga, 1783)